# Мариец
Мариец — посёлок в Мари-Турекском районе Марий Эл (Россия). Центр Марийского сельского поселения.

## География
Расположен в верховьях реки Шора на востоке республики вблизи границы с Татарстаном, в 60 км к северу от ж.-д. станции Арск. К посёлку примыкает село Шора.

## История
Возник в 1842 году как населённый пункт при Николаевской хрустальной фабрике, принадлежавшей купцу Е. Ульянову. По имени владельца завода посёлок получил название Ульяновский. В 1881 году построен завод оконного стекла. В 1939 году Мариец получил статус посёлка городского типа. С 1997 года — сельский населённый пункт.

## Население
| 1959 | 1970  | 1979  | 1989  | 2002 | 2010 |
| ---- | ----- | ----- | ----- | ---- | ---- |
| 4030 | ↘1764 | ↘1473 | ↘1163 | ↘978 | ↘728 |

## Инфраструктура
Школа, почтамт, администрация поселения.
Действовала Николаевская хрустальная фабрика.

## Транспорт
Просёлочные дороги.

## Известные уроженцы
- Данилов Виталий Иванович (1933—2002) — советский и российский деятель промышленности, инженер-конструктор. Главный инженер, начальник специального конструкторского бюро Чебоксарского химического завода (1974—1983, 1987—2002), доктор технических наук (1998). Директор Краснозаводского химического завода Московской области (1983—1987).  Лауреат Государственной премии СССР (1975).
- Опарин Леонид Георгиевич (1926—2000) — марийский советский экономист. Заместитель управляющего Марийской конторой Госбанка (1971―1991). Заслуженный экономист РСФСР (1985). Участник Великой Отечественной войны.
- Софронова Надежда Константиновна (род. 1939) —  ученица текстовиниста, вальцовщица, аппаратчица тканей, машинист агрегата изготовления кож завода «Искож» г. Йошкар-Олы Марийской АССР (1960―1990). Лауреат Государственной премии СССР (1986).